# Никола Перваз
Никола Перваз (Нови Сад, 19. децембар 1904 — Нови Сад, 8. септембар 1977) био је српски правник.

## Биографија
У родном граду, Новом Саду, је учио основну школу и гимназију, матурирао 1924. Дипломирао 1928. на Правном факултету у Загребу, где је 1929. стекао и академско звање доктора права. Адвокатско-приправничку праксу је обављао у Новом Саду у суду и код адвоката др Игњата Павласа и др Александра Моча. Адвокатски испит је положио код овдашњег Апелационог суда (1933). Адвокатску канцеларију је отворио 1. јануара 1934. године, најпре у Пашићевој 37, а онда од 1939. у Соколској улици (данас Матице српске 6). Адвокатуром се бавио до пензионисања, 31.јануара 1976, с прекидом за време мађарске окупације, када му је рад био ускраћен. У Априлском рату је као резервни официр пао у немачко заробљеништво, а кад је пуштен из логора и вратио се кући, мађарске власти су га интернирале као истакнутог члана “Сокола”.
Са својим урођеним и стеченим особинама и врлинама, уживао је примеран углед у јавном животу и професионалном раду. Радљив, пословично поштен, ненаметљив и неразметљив, својим залагањем је толико разрадио адвокатску канцеларију да је она, и пред рат и после рата, важила за једну од најугледнијих. У својој канцеларији однеговао је већи број врло добрих адвокатских приправника.
У младости је био вежбач у “Соколу”, а касније функционер у Соколској жупи доприносећи унапређењу рада соколског друштва.
Пошто је соколска организација била укинута, после рата је свој друштвени рад усмерио на Адвокатску комору Војводине. Више година је био заменик председника Управног одбора, члан управе или Дисциплинског суда. Залагао се на свим функцијама за унапређење адвокатуре и очување угледа професије.